# Hrnčárky
Hrnčárky jsou přírodní památka západně od obce Strání v okrese Uherské Hradiště. Důvodem ochrany je květnatá louka a prameniště s bohatou květenou. Hlavním předmětem ochrany se stal i pěnovcový mokřad a zachovalé zbytky teplomilných travních společenstev. Území je chráněno od roku 1995.
Nachází se zde také prameniště. Voda v prameništi je obohacena o uhličitan vápenatý, který se sráží jak na půdě, tak i na zbytcích rostlin a tím vytváří hnědé povlaky. Tyto povlaky mohou vyrůst  během staletí v mohutné travertinové kupy. Díky vlhkosti a obsahu vápníku ve vodě se zde nachází mnoho vzácných druhů rostlin, ale i živočichů.
O území se stará Správa CHKO Bílé Karpaty, která jednou ročně toto území kosí, aby nezůstalo ležet ladem a nezarostlo jako tomu bylo dříve. Dříve území tvořila jednosečná louka, která poté zůstala ležet ladem.

## Fotogalerie

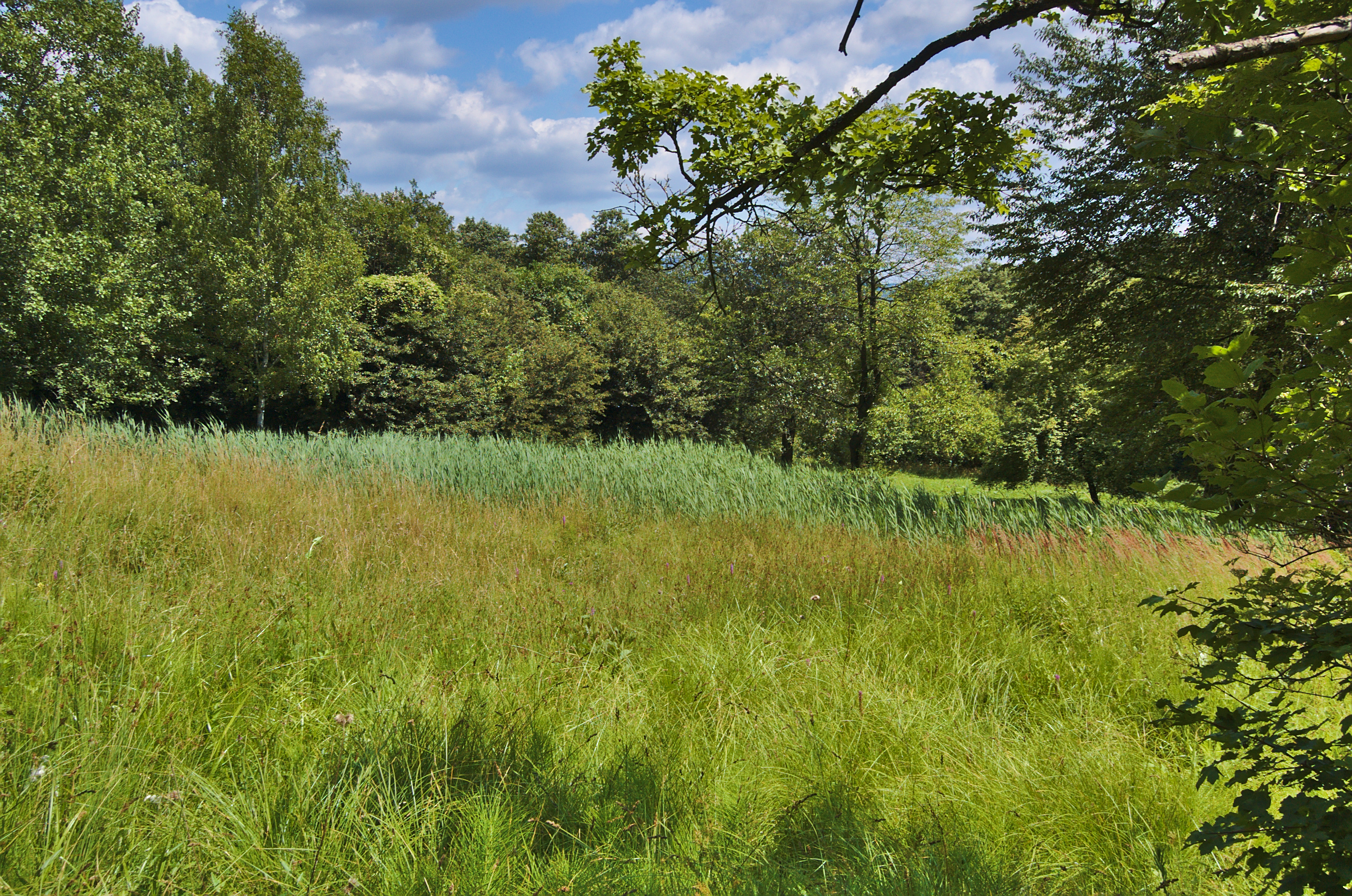
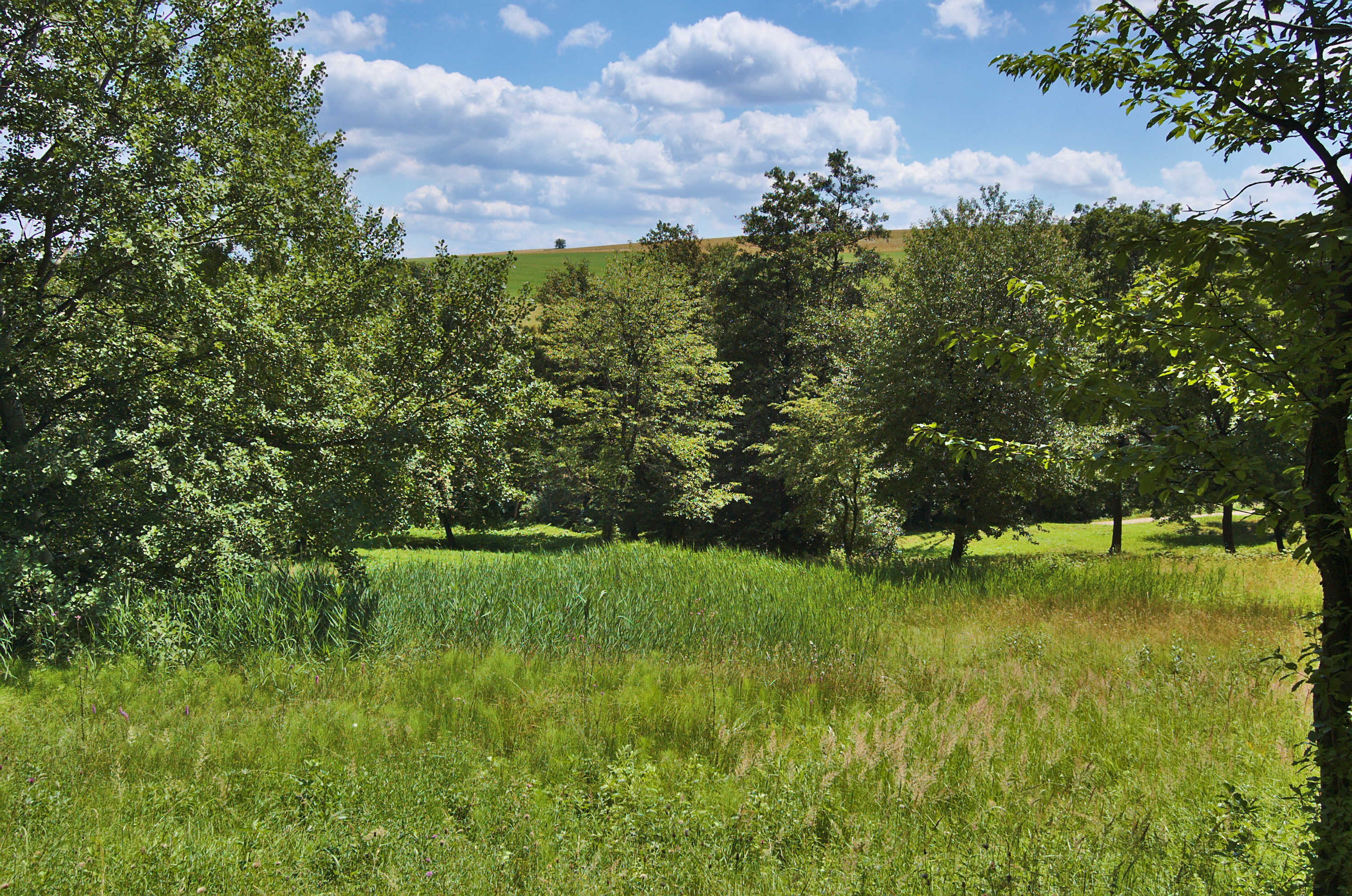
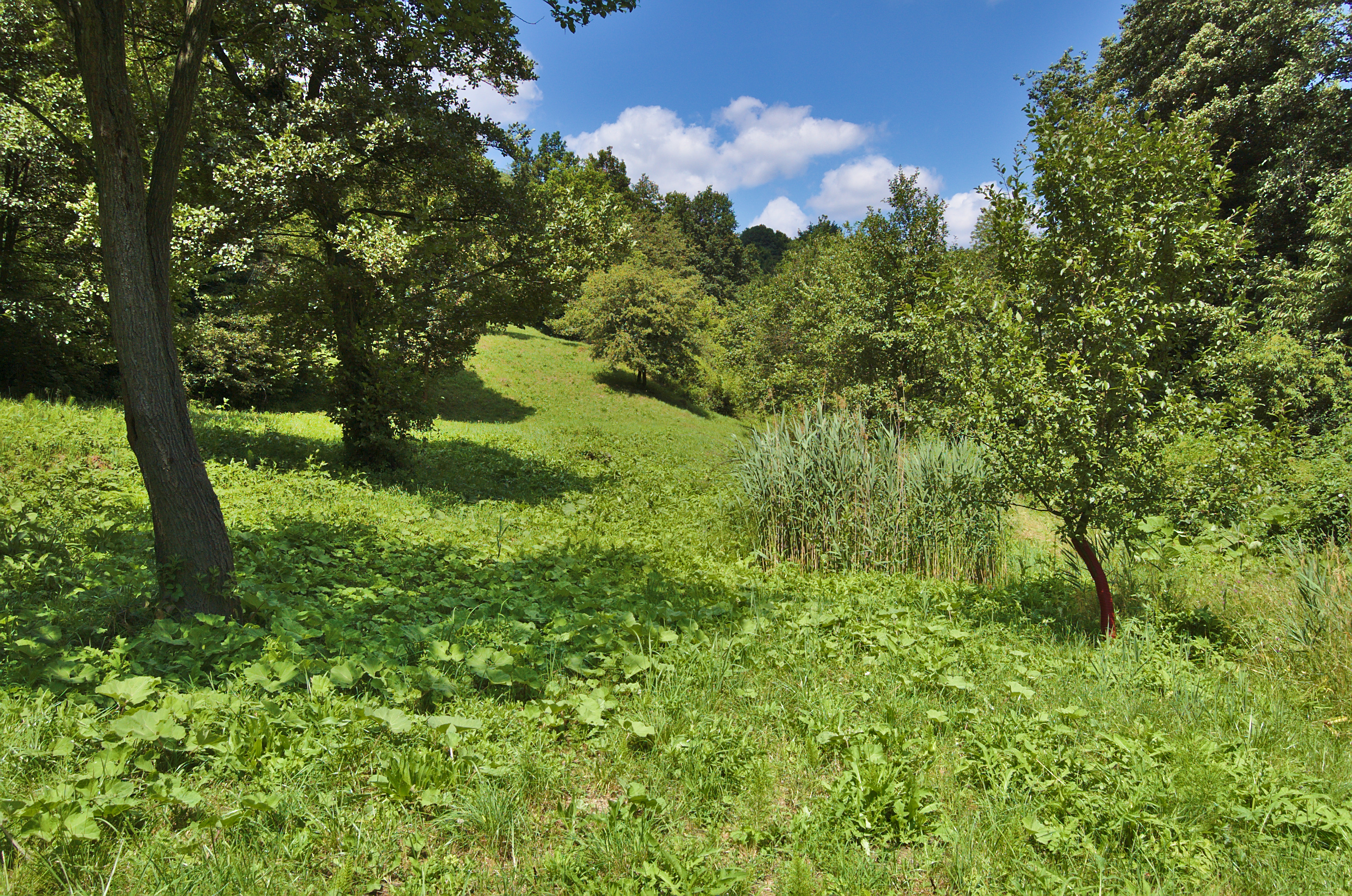
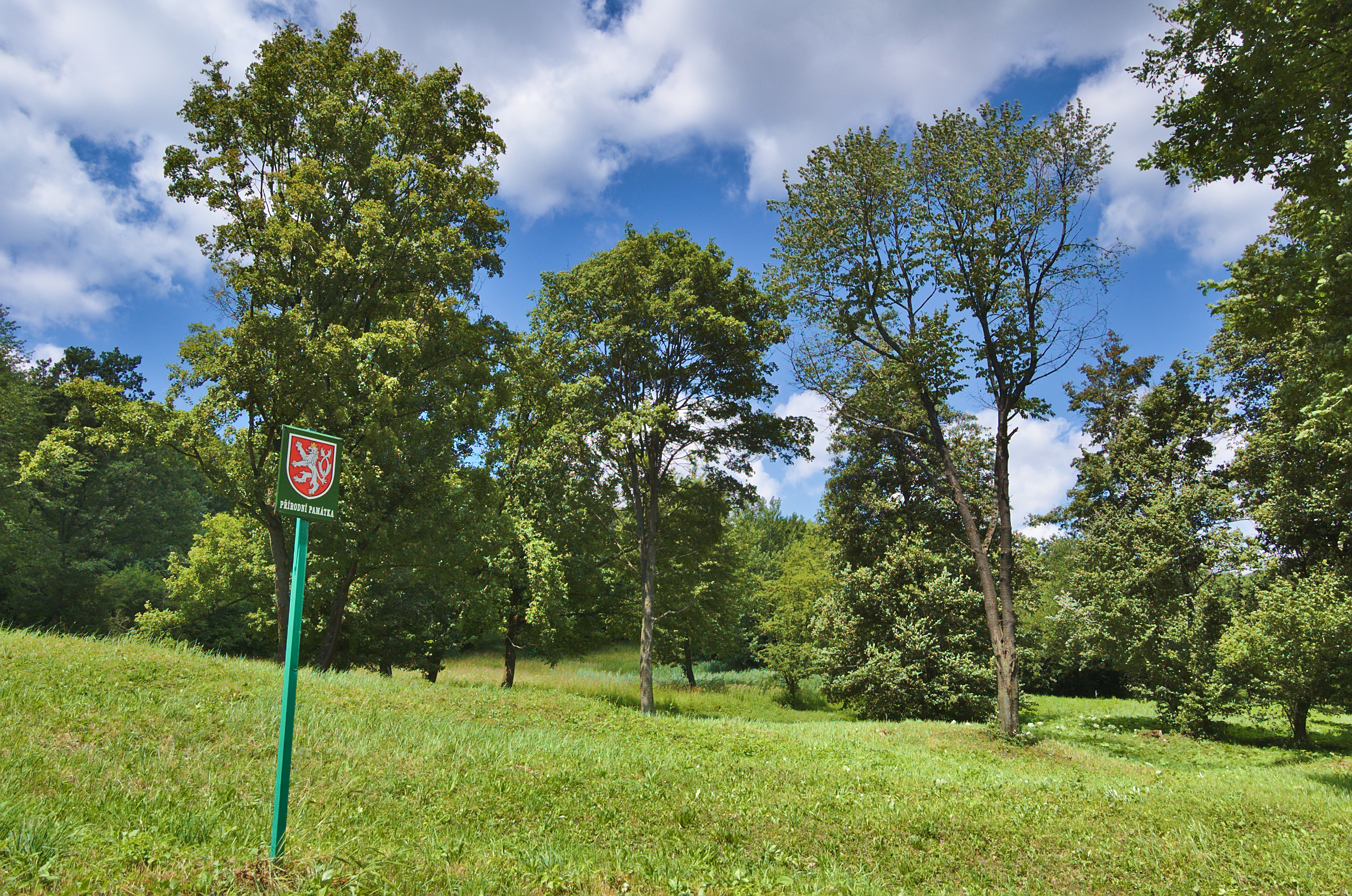
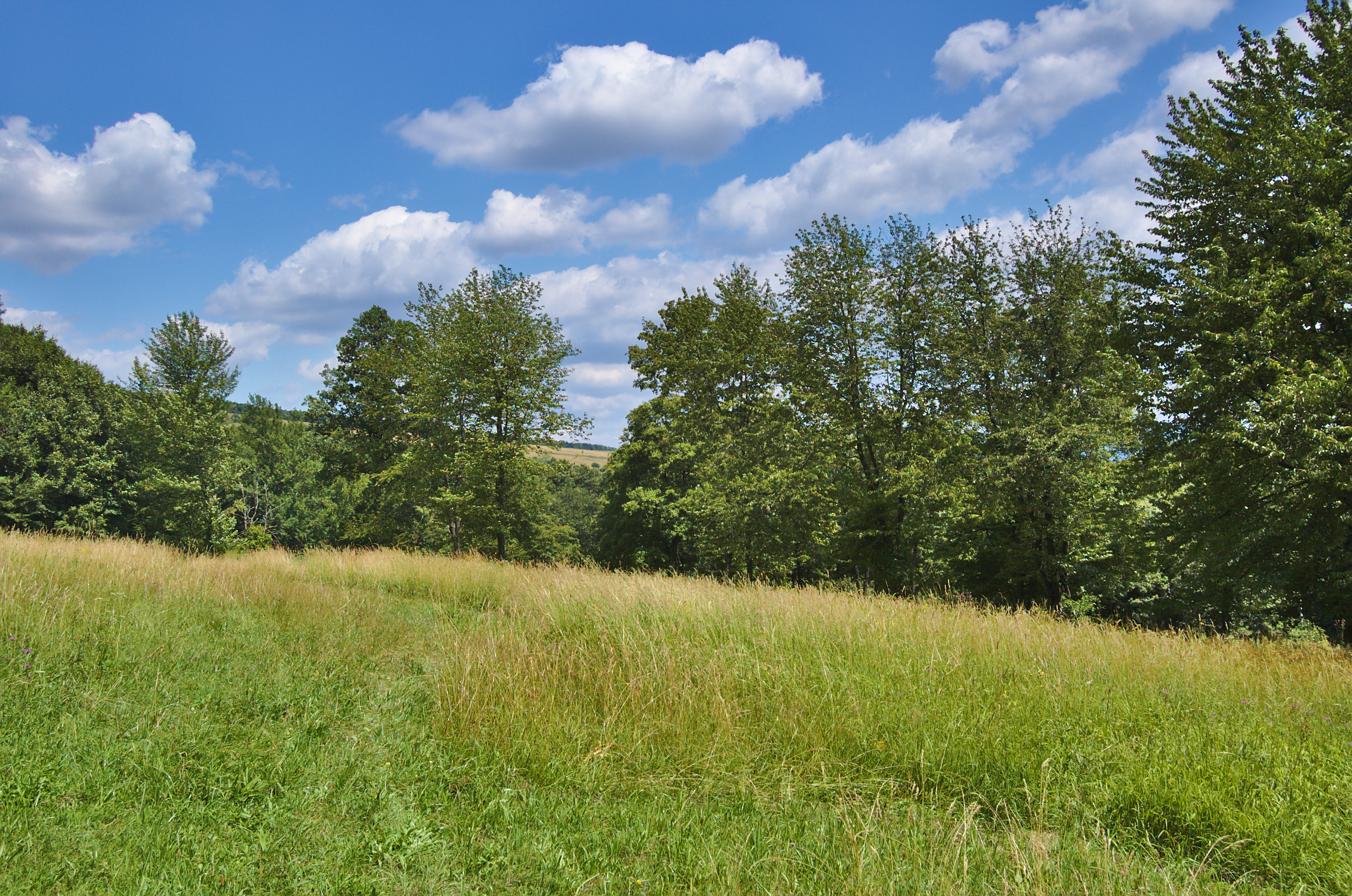

## Lokalita
Přírodní památka se nachází zhruba 1,5 km od obce Strání – Květná, směrem na západ. Obec Strání se nachází v okrese Uherské Hradiště, které se nachází na východní Moravě. Nedaleko obce Strání (cca 3 km) se nalézá hraniční přechod se Slovenskou republikou.
Patří také do CHKO Bílé Karpaty a kolem obce je spousta zeleně a lesů.
Nadmořská výška této oblasti je v rozmezí 440–490 m n. m.  a výměra činí 4,04 ha.
Lokalita je bezlesí a polovina tohoto území je kosena. Toto území patří do celku Bílé Karpaty, jejímž podcelkem je Straňanská kotlina. Nejcennější část tohoto území je kosena správou CHKO Bílé Karpaty (z důvodu nezájmu vlastníků). V této lokalitě se také nachází několik rekreačních chat, které negativně ovlivňují celé toto území a nelegálně postavené objekty.

## Historie
Dne 16. ledna 1995 bylo toto území vyhlášeno Správou CHKO Bílé Karpaty za přírodní památku.
Původně bylo toto území využíváno jako jednosečná louka a rozloha území činila 9,6 ha.
Poté zůstala plocha ležet ladem a zarůstat dřevinami až do roku 1998–99, kdy začala likvidace náletu a biomasy. Předmětem ochrany se stal široký, členitý žleb, ve kterém se nachází květnatá louka s mokřinami, porostlými stromy, keři a vrstevné prameny. Od roku 1999 dochází k postupné redukci hrází. Území se začalo pravidelně kosit a to i včetně mokřadu.

## Přírodní poměry

### Geologie a pedologie
Půdy jsou v této oblasti hnědé s těžší až střední zrnitostí. Toto území je řazeno do svodnického souvrství hluckého vývoje bělokarpatské jednotky magurského flyše. Fotosyntéza kalcifilních mechů se podílí určitým procentem na tvorbě pěnovce. Nachází se zde půdy hlinité až jílovitohlinité. Dále vápenaté pískovce, jílovce a slínovce. Jsou poměrně náchylné k erozi a sesedání. Svahové sesuvové sedimenty zapříčinily vznik kambizem pseudoglejové těžší střední zrnitosti.

### Hydrologie
V nedaleké blízkosti Hrnčárek se nachází rybník Žabka. Rybník dříve sloužil jako zásobárna vody, v dnešní době je využíván k chovu ryb a rekreačním účelům. Dále se zde nalézá také rozsáhlé svahové prameniště. Pod Hrnčárkama protéká řeka Klanečnice, do které je toto území odvodňováno. Řeka Klanečnice pramení pod Lesnou. Lesná je 696 metrů vysoký kopec v pohoří Bílé Karpaty.

### Flóra
Nachází se zde několik vzácných druhů rostlin, některé jsou dokonce kriticky ohrožené. Území lze rozdělit na horní a spodní část.
Horní část tvoří teplomilný travnatý porost, naopak ve spodní části jsou prameniště, kde se střídají mohutné pěnovcové inkrustace a čočka slatiny.
V horní části území se z kriticky ohrožených druhů nacházejí tořič čmelákovitý Holubyho (Ophrys holosericea subsp. holubyana), pětiprstka hustokvětá (Gymnadenia densiflora), hrachor panonský pravý (Lathyrus pannonicus subsp. pannonicus) a smetánka bahenní (Taraxacum palustris). Dále také ohrožené druhy kruštík bahenní (Epipactis palustris), vstavač kukačka (Orchis morio), podkovka chocholatá (Hippocrepis comosa), prstnatec pleťový (Dactylorhiza incarnata) a kozinec dánský (Astragalus danicus). Je zde také dominantní sveřep vzpřímený (Bromus erectus).
Spodní část má charakter ostřicovomechový. Občas se zde vyskytuje rákos obecný (Phragmites australis), sadec konopáč (Eupatorium cannabinum) anebo také přeslička největší (Equisetum telmateia). Nachází se v této části i rostliny vyskytující se v části horní jako například smetánka bahenní (Taraxacum palustris), kruštík bahenní (Epipactis palustis), prstnatec pleťový (Dactylorhiza incarnata), dále například parožnatky (Chara spp.), skřípinka smáčknutá (Blysmus compressus), ostřice oddálená (Carex distans), vítod nahořklý (Polygala amarella) a kozlík dvoudomý (Valeriana dioica).

### Fauna
Díky příznivé vlhkosti je zde velmi hojný výskyt živočichů, jak už ptáků, hmyzu, měkkýšů nebo obojživelníků.
Z ptactva se zde nachází pěnice vlašské (Sylvia nisoria), pěnice černohlavé (Sylvia atricapilla), pěnice pokřovní (Sylvia curruca), budníček menší (Phylloscopus collybita), strnad obecný (Emberiza citrinella), linduška lesní (Anthus trivialis)  ojediněle chřástal polní (Crex crex). A vzácně zde můžeme spatřit bramborníčka hnědého (Saxicola rubetra). Z motýlů se zde vyskytuje babočka paví oko (Deilephila elpenor), ohniváček modrolemý (Lycaena hippothoe), ohniváček černočárný (Lycaena dispar), bourovec hlohový (Trichiura crataegi), pabourovec pampeliškový (Lemonia taraxaci). Dále například ještě páteříček (Cordicantharis longicollis), který žije pouze na východní Moravě.

## Klima a vegetační poměry
Na základě klimatických podmínek se toto území nachází v mírně teplém klimatu, s krátkým, mírně suchým létem (průměrná teplota v červenci je 16–18 °C). Počet letních dnů je v rozmezí 30–40. Jaro a podzim je zde mírné. Zimy jsou zde dlouhé, se sněhovou pokrývkou, která je zde spíše kratší (60–100 dní). Průměrná roční teplota činí kolem 8 °C a průměr ročních srážek je 700–800 mm.
Toto území se nachází ve fytogeografické oblasti Mezofytikum, obvodu Karpatského mezofytika, vegetačního stupně suprakolinního, fytochorionu Bílé Karpaty lesní. Nachází se zde několik vegetačních jednotek, přičemž nejhojněji zastoupena je travnobylinná vegetace svazu Cirsio-Brachypodion pinnati s výskytem například podkovky chocholaté (Hippocrepis comosa). V dolní části je pěnovcové prameniště svazu Caricion davallianae, asociace Carici flavae-Cratoneuretum filicini ( vzácná maloplošná vegetace, která se vyvíjí v místech, kde se dostává voda na povrch). Mezi jednotlivými segmenty se nachází remízky s křovinami svazu Berberidion. Zde se nachází např. kalina obecná (Viburnum lantana), dřín obecný (Cornus mas). V horní části území je vyvinuta květnatá bučina svazu Fagion asociace Carici pilosaeFagetum, kde můžeme vidět kruštík drobnolistý (Epipactis microphylla), hlístník hnízdák (Monotropa hypopitys) nebo vstavač bledý (Orchis pallens). Na místech, která nejsou udržovaná, rostou karpatské dubohabřiny svazu Carici pilosae–Carpinetum.

## Ochrana a plán péče
Hlavním předmětem ochrany se stal pěnovcový mokřad a zachovalé zbytky teplomilných travních společenstev. Území je seshora chráněno lesem. Pod plán péče tedy spadá pouze bezlesá luční oblast. Dochází k pravidelnému kosení jednou ročně a dále k odklizení náletu, včetně úklidu biomasy z pozemku (není určeno kdy přesně, ale navrhováno je kosení dvakrát ročně a to v červenci a srpnu). Seno v této oblasti bude dále shrabáno a odklizeno. Mokřad je kosen během srpna. Dále je v tomto území zakázáno používat jakékoliv biocidy, povolovat a umísťovat nové stavby, měnit dochované přírodní prostředí. Dále je zde zákaz výsadby ovocných dřevin a provádění změn kultur. Z hlediska myslivosti a rybářství je zde zakázáno budovat jakákoliv myslivecká zařízení a nesmí se přikrmovat zvěř a ryby. Území je označeno třemi tabulemi, ale chybí značení, to je potřeba dodělat. Dále jsou zde nevyřešené černé stavby, které je v plánu odstranit.